# Dedalopterus intermedius
Dedalopterus intermedius är en skalbaggsart som beskrevs av Zhang 1990. Dedalopterus intermedius ingår i släktet Dedalopterus och familjen Melolonthidae. Inga underarter finns listade i Catalogue of Life.